# Anna Czajka
Anna Czajka (Anna Czajka-Cunico) (ur. 7 lutego 1952 w Ciechanowie) – literaturo- i kulturoznawczyni, filozofka, profesor nauk humanistycznych.

## Życiorys
Ukończyła Filologię Germańską w Instytucie Germanistyki na Uniwersytecie Warszawskim w 1974 r. (praca magisterska Goethes Wahlverwandtschaften. Ein Forschungsbericht und Versuch einer Interpretation pod kierunkiem Elidy Marii Szaroty). Po odbyciu stażu w Instytucie Germanistyki pracowała do 1984 r. w Instytucie Filozofii i Socjologii Polskiej Akademii Nauk, kierując przez kilka lat Zespołem Badawczym Współczesnej Filozofii Niemieckiego Obszaru Językowego. W tym samym instytucie w 1987 r. obroniła doktorat na podstawie pracy Człowiek w filozofii Ernsta Blocha (promotor: Jan Garewicz).
Wykładowca w Seminarium Retoryki Ogólnej Uniwersytetu w Tybindze w latach 1991–1998, profesor kontraktowy Estetyki i Filozofii Kultury na Uniwersytecie w Parmie w latach 2002–2006, a następnie Hermeneutyki Filozoficznej na Uniwersytecie w Genui. W 2008 r. objęła stanowisko adiunkta na Uniwersytecie Kardynała Stefana Wyszyńskiego w Warszawie, wchodząc w skład kadry nowo powstałego kierunku studiów kulturoznawstwo. W 2010 r. uzyskała stopień doktora habilitowanego nauk humanistycznych w zakresie literaturoznawstwa na podstawie pracy Poetyka i estetyka chwili. Studia o nowym ujęciu literatury na podstawie dzieła literackiego i prac z zakresu estetyki literatury Ernesta Blocha, a następnie objęła stanowisko profesora uczelnianego na UKSW. W 2022 r. otrzymała tytuł profesora nauk humanistycznych w dyscyplinie nauki o kulturze i religii.
Stypendystka Fundacji Alexandra von Humboldta, Deutsche Forschungsgemeinschaft, Consiglio Nazionale di Ricerca. Członek Rady Nadzorczej i Komitetu Naukowego Centrum Studiów Antonio Balletto w Genui. Członek Zespołu ds. Wielo- i Międzykulturowości przy Narodowym Centrum Nauki.
Kieruje seriami „W stronę międzykulturowości” w Wydawnictwie UKSW i „Biblioteka Kultury Polskiej we Włoszech” w wydawnictwie Mimesis w Mediolanie.
Córka Kazimierza Czajki i Ireny z domu Jasińskiej. Jej mężem jest filozof włoski Gerardo Cunico, a córką Maria Halina Cunico.

## Zainteresowania i kierunki badań
Obszar jej zainteresowań to współczesna filozofia niemiecka, filozofia o inspiracjach żydowskich, estetyka, teoria i filozofia kultury. Szczególny nacisk kładzie na badania międzykulturowe, w tym filozofię międzykulturową. Dorobek jej kształtował się w relacjach z różnymi środowiskami humanistyki europejskiej i w różnych językach.
W pracach swoich docieka podstaw filozofowania i kultury współczesności (publikacje na temat antropologii filozoficznej i filozofii niemieckiej, w tym przede wszystkim Ernsta Blocha, a następnie Margarete Susman). Prezentuje ujęcie kulturoznawstwa jako humanistyki integralnej, skupiającej postępowania różnych dyscyplin wokół uprawianej na polu hermeneutyki troski o człowieczeństwo. Rozwija podkreślany w tym ujęciu aspekt międzykulturowości. Podejmuje zadanie uobecniania kultury i humanistyki polskiej za granicą.

## Wybrane prace

### Monografie
- A. Czajka, Człowiek znaczy nadzieja. O filozofii Ernesta Blocha, Wydawnictwo FEA, Warszawa 1991, 312 s., ISBN 83-85041-19-2.
- A. Czajka, Tracce dell’umano. Il pensiero narrante di Ernst Bloch, Diabasis, Reggio Emilia 2003, 232 s., ISBN 88-8103-364-X.
- A. Czajka, Poetik und Ästhetik des Augenblicks. Studien zu einer neuen Literaturauffassung auf der Grundlage von Ernst Blochs literarischem und literaturästhetischem Werk, Duncker & Humblot, Berlin 2006, 384 s., ISBN 3-428-11936-3.
- A. Czajka, Międzykulturowość i filozofia, Wydawnictwo UKSW, Warszawa 2016, 216 s., ISBN 978-83-8090-077-6.
- A. Czajka, Kultura jako rozmowa. Problemy porozumienia międzykulturowego i międzyreligijnego, Wydawnictwo Naukowe UKSW, Warszawa 2020, 241 s., ISBN 978-83-8090-717-1.

### Monografie zbiorowe
- Kultury świata w dialogu (red. nauk.), Wydawnictwo UKSW, Warszawa 2012, s. 324, ISBN 978-83-7072-753-6.
- Wielkie Księgi ludzkości (red. nauk.), Wydawnictwo UKSW, Warszawa 2013, s. 317, ISBN 978-83-6418-125-2.
- Colloquia Biblioteki Kultury Polskiej we Włoszech. Polskość w świecie II: Stanisław Brzozowski (red. nauk.), Wydawnictwo UKSW, Warszawa 2018, 215 s., ISBN 978-83-8090-430-9.
- Badania myśli pozaeuropejskiej w Polsce. Tradycje - stany rzeczy - projekty (red. nauk.), Wydawnictwo Naukowe UKSW, Warszawa 2022, 271 s., ISBN 978-83-8281-119-3.

### Wydania i przekłady
- Ernst Bloch, Das Abenteuer der Treue. Briefe an Karola 1928-1949 (przekład, posłowie, przypisy), Suhrkamp, Frankfurt am Main 2005, 268 s., ISBN 3-518-41673-1.
- Margarete Susman, Il senso dell’amore (przekład, wprowadzenie, przypisy), Diabasis, Reggio Emilia 2007, 128 s., ISBN 978-88-8103-452-9.
- Ernst Bloch, Ślady, przekład, wstęp i przypisy, Wydawnictwo Uniwersytetu Jagiellońskiego, Kraków 2012, s. 210, ISBN 978-83-233-3400-2.

### Edycje Biblioteki Kultury Polskiej we Włoszech
- Antonina Kłoskowska, Alle radici delle culture nazionali, Diabasis, Reggio Emilia 2007, s. 507, ISBN 978-88-8103-593-9.
- Jan Białostocki, Il cavaliere polacco e altri saggi di storia dell’arte e di iconologia, Mimesis, Milano 2015, 348 s., ISBN 978-88-5753-265-3.
- Stanisław Brzozowski, Cultura e vita, Mimesis, Milano 2016, 225 s., ISBN 978-88-5753-86-31.
- Władysław Stróżewski, Intorno al bello, Milano 2017, 215 s., ISBN 978-88-5754-475-5.
- Maria Ossowska, Norme morali. Tentativo di sistematizzazione, Mimesis, Milano 2017, 272 s., ISBN 978-88-5754-629-2.
- Cento anni di filosofia e cultura polacca, Milano 2020, s. 346, ISBN 978-88-5755-361-0.

## Nagrody i odznaczenia
- Ernst-Bloch-Förderpreis der Stadt Ludwigshafen am Rhein, 1988[22].
- Premio Internazionale di Saggistica Salvatore Valitutti, 2004; Menzione speciale – Premio Internazionale di Saggistica Salvatore Valitutti, 2008[23].
- Odznaczona Srebrnym Krzyżem Zasługi, 2016[24].